# Abies beshanzuensis
Abies beshanzuensis M.H.Wu, 1976 è una specie di abete asiatica, endemica della provincia cinese dello Zhejiang .

## Etimologia
Il nome generico Abies, utilizzato già dai latini, potrebbe, secondo un'interpretazione etimologica, derivare dalla parola greca ἄβιος = longevo. Il nome specifico beshanzuensis fa riferimento al Baishan-zu, località montagnosa sede del suo areale.

## Descrizione

### Portamento
Specie di conifera sempreverde di medie dimensioni; può raggiungere i 30 m di altezza (anche se attualmente non si rilevano esemplari superiori ai 15 m) con un tronco di diametro massimo 80 cm, dal quale si diramano orizzontalmente i lunghi rami. I giovani ramoscelli inizialmente sono gialli, o marrone-giallastri, per poi assumere il colore grigio dopo il terzo anno di età.

### Foglie
Le foglie sono aghiformi, fino a 3,5 cm di lunghezza, di colore verde scuro lucido nella parte superiore, verde pallido sulla parte inferiore, con una punta dentellata. Esse sono disposte a spirale sulla parte superiore dei rami principali, arrangiate a pettine in due file laterali nella parte inferiore, e nei ramoscelli secondari. Le gemme vegetative sono ovoidali-coniche, resinose; le perule sono marroni-giallastre, leggermente ricurve.

### Fiori
Gli strobili maschili sono lunghi 2,5 cm, gialli, con microsporofilli rossi, che emettono il polline a maggio.

### Frutti
I coni femminili sono eretti, conici, lunghi 7-11 cm e larghi 3,5-4,5 cm, di colore giallognolo, marrone chiaro a maturazione e si schiudono nei mesi di ottobre-novembre per liberare i semi alati. 
I semi, oblunghi, misurano 6-9 mm in lunghezza e 3-4 mm in diametro, con ala cuneiforme.

### Corteccia
La corteccia su alberi giovani è liscia, grigio chiaro, tendente a diventare squamosa e fessurata sui vecchi alberi.

## Distribuzione e habitat
La specie è rarissima (solo 3 individui maturi accertati nel 1987, ultimo dato disponibile) e si ritrova in un'unica località, a 1.700 m di quota, sul Monte Baishan-zu ubicato nella provincia cinese dello Zhejiang. La località è caratterizzata dalla presenza di Tsuga chinensis, Cephalotaxus sinensis, Taxus chinensis, Magnolya cilindrica, Lithocarpus hancei e specie dei generi Castanopsis, Quercus e Acer. Il clima della zona è caratterizzato da estati calde e inverni freddi con precipitazioni annue di 1.250 mm.

## Conservazione
Specie vicinissima all'estinzione in natura (solamente 3 esemplari maturi in natura), è in corso un tentativo di reintroduzione con giovani esemplari coltivati in orti botanici. Rimangono tuttavia inalterate le cause che hanno provocato il concreto rischio di estinzione: degrado forestale dell'areale e rischi climatici legati a rovinose inondazioni già avvenute in passato. Pertanto, è inserita nella Lista rossa IUCN come specie in pericolo critico di estinzione.